# マスター・P
マスター・P（Master P、本名：パーシー・ロバート・ミラー、1970年4月29日 - ）とは、アメリカ合衆国ルイジアナ州ニューオリンズ出身のラッパーである。
南部ラッパーとして20年以上のキャリアを持っており、数多くのヒット作を世に送り出してきた。これまでに、3枚のプラチナム・ディスクと2枚のゴールド・ディスクを獲得している。

## 人物
サザン・ヒップホップ (ダーティ・サウス)の元祖として1990年から、第一線で活動。このジャンルをアメリカ中に広めた立役者と言われている。彼の作品で最大のヒット作は、1998年発表の『MP Da Last Don』であり、全米で200万枚上を売り上げ、4×プラチナムに認定されている。

## ディスコグラフィー

### アルバム
- Get Away Clean (1991)
- Mama's Bad Boy (1992)
- The Ghettos Tryin to Kill Me! (1994)
- 99 Ways to Die (1995)
- Ice Cream Man (1996)
- Ghetto D (1997)
- MP da Last Don (1998)
- Only God Can Judge Me (1999)
- Ghetto Postage (2000)
- Game Face (2001)
- Good Side, Bad Side (2004)
- Ghetto Bill (2005)
- The Gift (2013)
- Empire, from the Hood to Hollywood (2015)
- Louisiana Hot Sauce (2016)